# Stargate Infinity
Stargate Infinity is een Amerikaanse animatieserie uit de Stargate-franchise. De serie is een spin-off van de live-action serie Stargate SG-1, en was vooral bedoeld voor een jong publiek. De serie bleek al snel niet populair genoeg, en werd al na één seizoen van 26 afleveringen stopgezet.

## Productie
De serie was een coproductie tussen MGM en DiC Entertainment. De regie was in handen van Will Meugniot.
De schrijvers en producers van Stargate SG-1 waren niet betrokken bij Infinity. Derhalve vertoont Infinity vaak tegenstrijdigheden met de continuïteit uit de andere Stargate-series. Veel fans van Stargate zien de animatieserie dan ook niet als een officieel onderdeel van het Stargate universum.

## Samenvatting
Stargate Infinity speelt zich ongeveer dertig tot veertig jaar na de eerste aflevering van Stargate SG-1 af. Volgens de serie is de Stargate in deze nabije toekomst niet langer een geheim militair project, maar een algemeen bekend fenomeen. Sommige aliens wonen nu op Aarde, en Aarde zelf houdt contact met veel buitenaardse beschavingen. De Goa'uld zijn in deze tijd al lang verslagen.
Een veteraan van SGC, Majoor Gus Bonner, leidt een team van jonge rekruten door de poort om een buitenaardse infiltrant van het vijandige Tlak'kahn ras op te sporen. Hij heeft hun namelijk een misdaad in de schoenen geschoven. Reizend van wereld naar wereld met het team proberen ze hun naam te zuiveren. Ze leren veel van de vele culturen in het universum, en ontdekken veel over zichzelf.
De show had een open einde daar hij vroegtijdig werd stopgezet.

## Afleveringen
1. Decision
2. Double Duty
3. The Best World
4. Coming Home
5. Mentor
6. Hot Water
7. Phobia
8. Can I Keep It
9. Who Are You?
10. Greed
11. Stones
12. Initiation
13. The Mother of Invention
14. Reality
15. Museum
16. Us and Them
17. The Face of Evil
18. The Key
19. Chariot of the Sun
20. The Answer
21. The Look
22. Feet of Clay
23. The Natural
24. Big Mistake
25. The Illustrated Stacey
26. The Long Haul